# Passeport béninois
Le passeport béninois est un document de voyage international délivré aux ressortissants béninois, et qui peut aussi servir de preuve de la citoyenneté béninoise. Il est valide sur 6ans. 

## Validité
Le passeport béninois a une durée de validité de six ans.

## Liste des pays sans visa ou visa à l'arrivée
Si vous avez un passeport de Béninois, vous pouvez visiter ces pays sans obtenir un visa avant votre voyage:
| Pays                                | Durée de Séjour     | Passeports | Observations |
| ----------------------------------- | ------------------- | --- | --- |
| Afrique du Sud                      | 1 mois (30 jours)   | - Passeport diplomatique - Passeport service - Passeport national                                                             | Exemption mutuelle de visa 17 février 1993                                                                                        |
| Algérie                             | 3 mois (90 jours)   | - Passeport diplomatique - Passeport service                                                                                  | Suppression de visa 28 mai 1980                                                                                                   |
| Brésil                              | 3 mois (90 jours)   | - Passeport diplomatique - Passeport service                                                                                  | Suppression de visa 11 août 2005                                                                                                  |
| Chine                               | 3 mois (90 jours)   | - Passeport diplomatique - Passeport service - Passeport national accompagné d’un ordre de mission                            | Exemption mutuelle de visa 27 mai 1992                                                                                            |
| République du Congo                 | 3 mois (90 jours)   | - Passeport diplomatique - Passeport service - Passeport national - Lettre d’invitation + Hébergement                         | Convention sur le séjour et la circulation des personnes et des biens 23 mars 2007                                                |
| Corée du Sud                        | 3 mois (90 jours)   | - Passeport diplomatique en cours de validité                                                                                 | |
| Cuba                                | 3 mois (90 jours)   | - Passeport diplomatique - Passeport service                                                                                  | Suppression de visa 10 décembre 1981                                                                                              |
| France                              | 3 mois (90 jours)   | - Passeport diplomatique biométrique                                                                                          | Suppression de visa 28 novembre 2007                                                                                              |

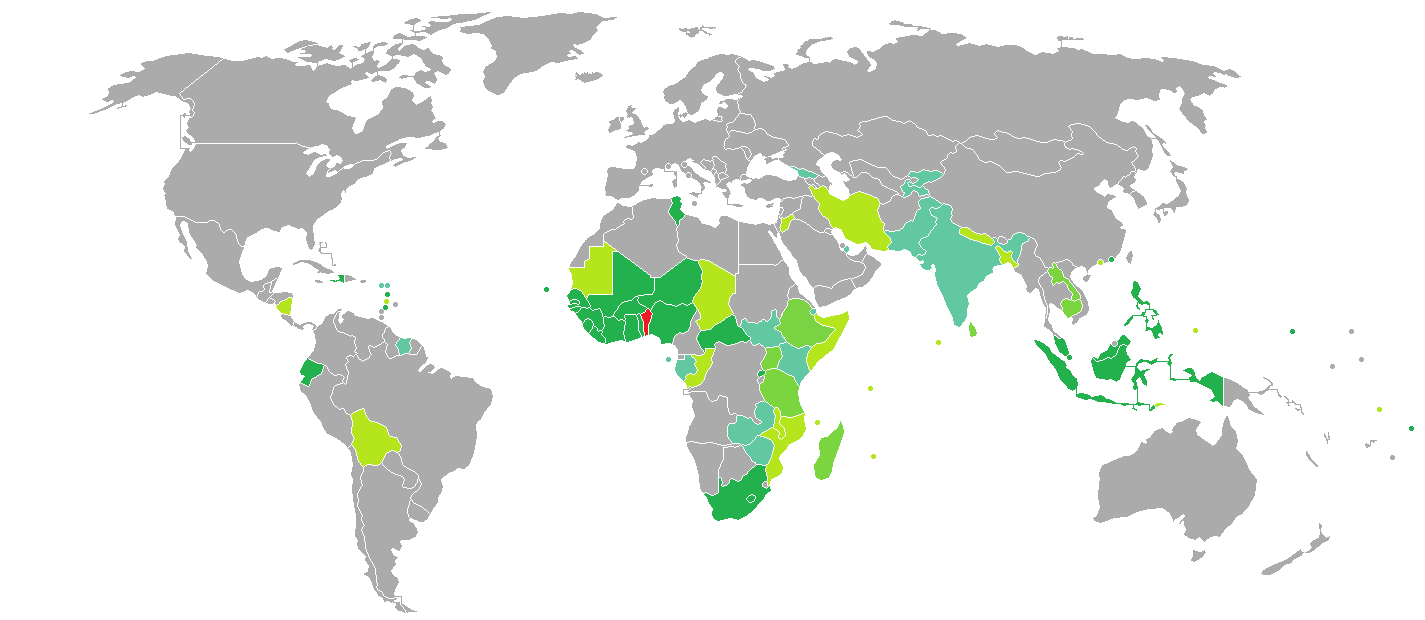
Bénin
Visa non nécessaire
Visa à l'arrivée
Système de visa électronique
Visa électronique ou à l'arrivée
Visa requis avant l'arrivée
Interdiction de voyager

| Gabon                               | 3 mois (90 jours)   | - Passeport diplomatique - Passeport service                                                                                  | Suppression de visa 05 avril 2010                                                                                                 |
| Haïti                               | 3 mois (90 jours)   | - Passeport diplomatique - Passeport service - Passeport national                                                             | Suppression de visa 19 février 2008                                                                                               |
| Inde                                | 3 mois (90 jours)   | - Passeport diplomatique - Passeport service                                                                                  | Suppression de visa 05 mars 2020                                                                                                  |
| Indonésie                           | 3 mois (90 jours)   | - Passeport diplomatique - Passeport service - Passeport national                                                             | Les artistes et journalistes sont astreints au visa. Les étudiants boursiers bénéficient d'un visa d'entrée d'une durée de 3 mois |
| Iran                                | 1 mois (30 jours)   | - Passeport diplomatique - Passeport service                                                                                  | Suppression de visa 06 février 2012                                                                                               |
| Israël                              | 3 mois (90 jours)   | - Passeport diplomatique - Passeport service - Passeport national                                                             | |
| Italie                              | 3 mois (90 jours)   | - Passeport diplomatique - Passeport service                                                                                  | Septembre 2016 |
| Kenya                               | 3 mois (90 jours)   | Tout passeport | Mai 2017 |
| Maroc                               | 3 mois (90 jours)   | - Passeport diplomatique - Passeport service                                                                                  | Suppression de visa 15 juin 2004                                                                                                  |
| Mexique                             | 3 mois (90 jours)   | - Passeport diplomatique | Suppression de visa 30 septembre 2009                                                                                             |
| Namibie                             | 3 mois (90 jours)   | - Passeport diplomatique - Passeport service                                                                                  | |
| Modèle:R.A.S. chinoise de Hong Kong | 14 jours            | - Passeport diplomatique - Passeport service - Passeport national                                                             | Exemption mutuelle de visa 28 février 1997                                                                                        |
| Modèle:R.A.S. chinoise de Macao     | 3 mois (90 jours)   | - Passeport diplomatique - Passeport service - Passeport national                                                             | |
| Russie                              | 3 mois (90 jours)   | - Passeport diplomatique - Passeport service                                                                                  | Suppression des formalités de visa 21 juin 2001                                                                                   |
| Rwanda                              | 3 mois (90 jours)   | Tout passeport | |
| République centrafricaine           | 3 mois (90 jours)   | - Passeport diplomatique - Passeport service                                                                                  | |
| Singapour                           | 14 jours / 90 jours | Séjour de Quatorze jours (14j) - Passeport ordinaire Séjour de 3 mois (90 jours) - Passeport diplomatique - Passeport service | Deux types de séjour |
| Suisse                              | 3 mois (90 jours)   | - Passeport diplomatique | Suppression de visa |
| Tchad                               | 3 mois (90 jours)   | - Passeport diplomatique - Passeport service - Passeport national                                                             | Suppression des visas 02 avril 2002                                                                                               |
| Tunisie                             | 3 mois (90 jours)   | - Passeport diplomatique - Passeport service - Passeport national                                                             | Suppression mutuelle de visa 03-05 juin 1993                                                                                      |
| Turquie                             | 3 mois (90 jours)   | - Passeport diplomatique | Suppression de visa 11 décembre 2013                                                                                              |

- Bénin
- Visa non nécessaire
- Visa à l'arrivée
- Système de visa électronique
- Visa électronique ou à l'arrivée
- Visa requis avant l'arrivée
- Interdiction de voyager